# Perbakti
Perbakti (Indonesisch: Gunung Perbakti) is een stratovulkaan op het Indonesische eiland Java in de provincie West-Java.
De vulkaan ligt ten westen van de vulkaan Salak